# Sinch
Sinch AB är ett svenskt teknikbolag som verkar inom den globala marknaden för molnbaserad kommunikation, ofta benämnd CPaaS (Communications Platform as a Service). Bolaget tillhandahåller plattformar och lösningar för att företag ska kunna kommunicera med sina kunder via SMS, rösttjänster, Rich Communication Services (RCS), chattbotar och videokommunikation. 
Företaget grundades ursprungligen som CLX Networks 2008 och bytte namn till Sinch 2019. Sinch är sedan 2015 noterat på Nasdaq Stockholm. Sinch har under de senaste åren gjort en rad uppmärksammade förvärv och expanderat sin närvaro internationellt. Bolagets huvudkontor återfinns i Stockholm.

## Historik

### Ursprung och CLX Networks (2008–2015)
Sinch AB:s rötter kan spåras till grundandet av CLX Networks år 2008. CLX Networks fokuserade på att leverera SMS- och rösttjänster till företag, i synnerhet för att möjliggöra global kommunikation mellan företag och deras kunder. CLX var från början ett svenskt bolag men arbetade internationellt.
Under denna period samarbetade CLX Networks med mobiloperatörer och teknikföretag för att erbjuda tjänster som kunde hantera stora trafikvolymer av SMS och röst, främst för autentisering och transaktionsbaserad information. Verksamhetsidén var att vara en neutral aktör som kunde koppla samman olika telekom- och IT-system.

### Börsnotering (2015)
CLX Networks noterades på Nasdaq Stockholm i oktober 2015 under namnet CLX Communications AB. Vid noteringen värderades bolaget till cirka 3 miljarder SEK. Noteringen syftade bland annat till att attrahera kapital för förvärv och internationell expansion. Efter noteringen fortsatte CLX att växa organiskt och via uppköp av mindre bolag i Europa och USA.

### Namnbyte till Sinch (2019)
År 2019 valde CLX Communications att byta namn till Sinch för att stärka sitt varumärke och bättre återspegla den produktportfölj som breddats efter flera förvärv. Namnet Sinch användes redan som varumärke inom koncernens mobilapplikationstjänster, och genom namnbytet samlades alla erbjudanden under samma paraply.

### Större förvärv och internationell expansion
Efter namnbytet har Sinch genomfört en rad strategiska förvärv för att utöka sitt globala fotavtryck och sin portfölj av kommunikationstjänster. Några av de mest uppmärksammade förvärven är:
- Mblox (2016): Under CLX-namnet köptes Mblox, en amerikansk leverantör av meddelandetjänster, vilket markerade en större expansion på den nordamerikanska marknaden.[6]
- Dialogue Group (2016): Ett brittiskt företag specialiserat på internationella SMS-lösningar.[7]
- Hook Mobile (2017): En amerikansk CPaaS-leverantör för röst- och meddelandetjänster.[8]
- ACL Mobile (2020): Ett indiskt bolag med fokus på mobil kommunikation i Asien, vilket gjorde att Sinch stärkte sin närvaro på de snabbt växande asiatiska marknaderna.[9]
- Pathwire (2021): Ett större förvärv inom e-postkommunikationstjänster. Pathwire tillhandahåller e-postmarknadsföring och transaktionella mejltjänster under varumärkena Mailgun och Mailjet. Detta utvidgade Sinchs erbjudande till att även omfatta e-postkommunikation.[10]

Genom dessa uppköp och fortsatta investeringar i teknik och försäljning har Sinch etablerat en närvaro i över 50 länder.

## Verksamhet
Sinch erbjuder en integrerad plattform för kommunikationstjänster som möjliggör för företag att nå sina kunder via olika kanaler. De främsta tjänsterna 2025 är:
- SMS: Tjänster för A2P (application-to-person) och P2A (person-to-application) SMS för verifieringar, notiser, marknadsföring och kundsupport.
- RCS (Rich Communication Services): En standard som bland annat medger avancerade meddelandefunktioner, bilder, videoklipp och interaktiva element.
- VoIP och rösttjänster: Digitala rösttjänster för kundtjänst, callcenters och automatiserade röstapplikationer.
- Chattbotar och AI-funktioner: Integrerade lösningar för att automatisera kunddialog via text, röst eller sociala medier.
- Videokommunikation: Plattformar för videomöten, webinars och videobaserad kundtjänst.
- E-postlösningar: Via bolag som Mailgun och Mailjet (ingår i Pathwire) erbjuder Sinch transaktionell e-post och marknadsföringsutskick i större volymer.

Sinch profilerar sig som en CPaaS-leverantör som kan hantera storskalig och multikanalig kommunikation. Kunderna återfinns inom exempelvis bank och finans, e-handel, resor, spel, sociala medier och detaljhandel.

## Teknik och innovation
Bolaget satsar på forskning och utveckling (FoU) för att utöka plattformens kapacitet samt möta krav på hög upptid, datasäkerhet och skalbarhet. Viktiga tekniska komponenter är:
- Global routerinfrastruktur för SMS och röst.
- API:er för integrering i kunders existerande IT-miljöer.
- Anpassningsbara molntjänster som kan köras på flera större molnplattformar (som AWS och Azure).
- Artificiell intelligens för att hantera och analysera stora mängder meddelandedata.

## Finansiell utveckling
Sinch har växt kraftigt, både organiskt och genom förvärv, vilket avspeglas i bolagets omsättning och resultatutveckling. För helåret 2022 rapporterade bolaget en omsättning om cirka 26,6 miljarder SEK.
Det starka förvärvsdrivna tillväxtspåret har dock även medfört ökade kostnader och skuldsättning. Bolaget har finansierat delar av sin expansionsstrategi via nyemissioner och obligationslån. Sinch uttalar att målsättningen är att behålla en balanserad finansiell profil för att möta kraven på hög tillgänglighet och fortsatta satsningar på innovation.

### Aktiekurs och börsvärde
Sinch är noterat på Nasdaq Stockholm och har under flera år haft en stark kursutveckling, även om kursen påverkats av makroekonomiska faktorer och förändringar i tekniksektorn. Som en del av Stockholmsbörsens Large Cap-segment har Sinch varit föremål för omfattande handel och intresse från såväl svenska som internationella investerare.

## Samarbetsavtal och kundexempel
Sinch samarbetar med stora mobiloperatörer och teknikföretag för att leverera kommunikationstjänster till företag. Bland kunderna finns flera globala aktörer inom banksektorn, sociala medier och e-handel. Några exempel är:
- WhatsApp: Integration för kundtjänst och verifieringstjänster i länder där WhatsApp är den dominerande meddelandeappen.
- Facebook (Meta): Kommunikationen i Messenger, Instagram Direct och WhatsApp underlättas genom Sinchs CPaaS-lösningar för företag.